# 美國駐香港及澳門總領事館
美國駐香港及澳門總領事館（英語：Consulate General of the United States in Hong Kong and Macau）位於香港中環花園道26號，是美國在香港特別行政區及澳門特別行政區的外交代表機構，是美利坚合众国驻中华人民共和国的六座使领馆之一，但领事馆并不隶属于美国驻华大使馆，而是隶属美國國務院。現任總領事為梅儒瑞（Gregory May）。

## 歷史
美國駐香港及澳門總領事館自1843年建立，為各國最早的駐香港領事機構之一。起初只有一位總領事在住所處理事務。在20世紀初期，總領事館位於雪廠街9號，後來遷至香港上海匯豐銀行大廈。1950年代末期，總領事館才遷入花園道26號現址。總領事官邸位於山頂白加道3號，與政務司司長及解放軍駐港部隊司令員為鄰。
1997年3月，中华人民共和国外交部部长李肇星与美国政府代表尚慕杰签署《中华人民共和国政府与美利坚合众国政府关于在香港特别行政区保留美国总领事馆的协定》，协定中华人民共和国政府同意美利坚合众国政府在中华人民共和国香港特别行政区保留总领事馆，领区为香港特别行政区。该领事馆领区可于1999年12月20日起扩展至澳门特别行政区。
1999年10月，港府與美國方面曾簽訂地契修訂協議，將用地的批租期由原來的「75年+75年」模式，改為讓美方以4,400萬港元購入地皮永久業權（freehold），延長地契年期至總共999年，於2949年才到期。有關協議到2018年8月由「股壇長毛」大衛·韋伯揭發。

## 職能
美國駐香港及澳門總領事館規模龐大，1949年國共內戰後，香港總領館已成為美國編員規模最大的海外駐館之一，除其館務內容包括東南亞區域內大部分美商業務外，尚由於內戰後美國在華外交活動長期斷絕，需以駐港總領館作為「耳目」觀察中國大陸情勢發展之故。此外，總領館廳舍為一幢獨立建築，與多数國家駐香港領事館亦有分別。美國駐香港及澳門總領事館是現時美國唯一一所具有大使館地位的、直属美國國務院的、可獨立行使職權的總領事馆（另一是美國駐耶路撒冷總領事館，但後者已因美国将驻以色列大使馆迁至耶路撒冷於2019年3月4日正式併入美國駐以色列大使館）。總領事館除為美國公民提供領事服務外，亦為香港和澳門居民提供美國各類簽證的申請服務。
領事館的內部安全由美國海军陆战队使館警衛隊（Marine Security Guard）負責，根據美國國務院監察辦公室2017年的報告，美國駐港澳領事館內派駐有8名陸戰隊員。
揭露「棱镜」计划的前中央情報局人員愛德華·斯諾登指，美國駐香港總領事館內設有美國中央情報局分站。

## 美国驻香港及澳门总领事
美国驻香港及澳门总领事列表

## 事件

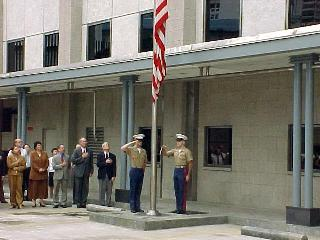
1999年5月12日，美国驻香港總领事馆的海軍陸戰隊衛兵降半旗为五八事件死难者致哀。同日北京的美國駐華大使館及其他中國城市的美國總領事館也降半旗。

- 2005年12月16日，香港舉行世界貿易組織第六次部長級會議期間，一批反全球化的韓國農民在美國駐香港總領事館門外示威、進行剃頭，並以油漆塗污領事館外牆及拆毁門外的金屬字母。
- 2019年8月18日，一名中国内地男子秦镜钧（持港澳通行证）前往美国驻港澳总领事馆，试图用喷漆在领事馆大门喷涂“中国必胜”字样的塗鴉。但他以红漆喷上“中国必”三字，未喷完“胜”字便被保安截停，随后被警察逮捕。该男子在被捕后也曾向警方表示，喷涂是出于对美国的不满，并认为美国介入了香港近期的反修例游行。8月20日，秦镜钧在东区裁判法院提堂，法院依刑事损坏罪判处秦镜钧监禁4周[10][11]。
- 2019年9月8日，在中区反修例游行期间，二十五萬人參與在中環遮打花園舉行「香港人權与民主法案集會」，其後則自發流水式到美國駐港總領事館請願通過該法案。[12]
- 2020年7月，因應中國駐休士頓總領事館被美方下令關閉，香港政團工聯會發起聯署要求關閉美國駐港澳總領事館。[13]
- 2020年8月25日下午4時，一名任職設施經理的美籍領事館職員在總領事館門外被一名男子襲擊，其後有一名具三合會背景的35歲中國籍男子在屯門被捕[14]。
- 2021年3月15日，兩名在美國駐港澳總領事館職員初步確診新冠肺炎，二人是夫婦關係。香港特區政府在當日晚上發稿，指食物及衞生局發出強制檢測公告，要求於2021年3月2日至3月15日曾身處美國駐香港總領事館的人士接受強制檢測。[15]。隔日，美国驳斥中国官媒《环球时报》与香港親建制派媒體指控两名美方确诊人员抬出外交豁免拒绝隔离的报导，并反对中方传媒正散布针对美国公共衛生議題上的假新闻[16][17]。
- 2023年6月13日清晨五時許，一名47歲持雙程證的溫姓男子在美國駐港澳總領事館外徘徊，並在大閘及外牆以白色漆油噴上簡體字「双标」及英文「hegemony」（霸權），職員發現後報警求助，警方到場截獲並以涉嫌刑事毁壞拘捕該名男子[18]。

## 交通
- 港鐵：中環站J2出口，金鐘站C1出口

## 鄰近建築物
- 聖約翰座堂
- 聖約翰大廈
- 聖若瑟書院
- 律政中心
- 上亞厘畢道
- 下亞厘畢道
- 香港禮賓府
- 梅夫人婦女會主樓
- 美利大廈
- 花園道聖若瑟堂

## 外部連結
- 美國駐香港及澳門總領事館（页面存档备份，存于）
- 美國駐香港及澳門總領事館的Facebook專頁
- 美國駐香港及澳門總領事館的X（前Twitter）（英文）
- 美國駐香港及澳門總領事館的新浪微博
- YouTube上的美國駐香港及澳門總領事館頻道